# دوز

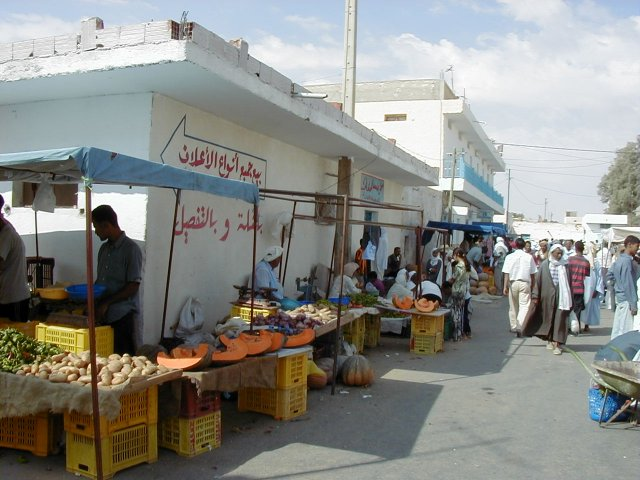
السوق في دوز

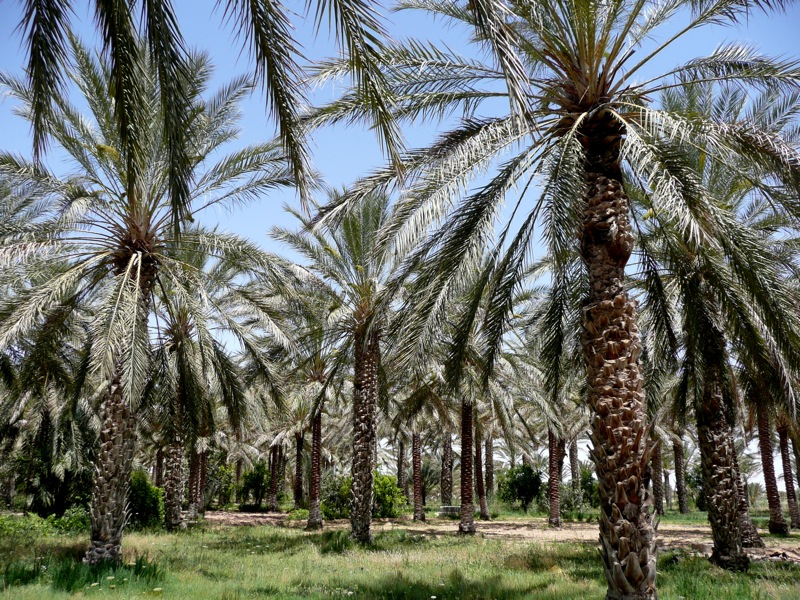
واحة دوز

دوز إحدى مدن ولاية قبلي بالجنوب التونسي، وتبعد عن العاصمة التونسية باتجاه الجنوب بحوالي 550 كيلومتر. تتميز مدينة دوز بمناخ صحراوي حار وجاف، ولها واحة ممتدة وتتبعها العديد من القرى. ويبلغ عدد سكانها طبقاً لإحصاء عام 2004: 27060 نسمة ويبلغ عدد المساكن: 594.

## لمحة تاريخية
ينحدر أغلب سكان مدينة دوز من قبيلة المرازيق، وهي تنقسم إلى ثلاث عروش كبرى، وقد سكنها إلى جانبهم عروش أخرى، أهمها: الشتاوى والعجامنة والكمايلية التي عاشت في المنطقة قبل ومع وصول المرازيق.

## إداريًا
كانت دوز في العهد العثماني استراحة أساسية لحجيج المغرب والجزائر وبها زاويتي الغوث والمحجوب وتنتشر بها المدارس القرآنية التي يسهر على تسييرها مشائخ أجلاء.(وما زالت زاوية المحجوب إلى الآن لكن بثوب جديد من ناحية السكن والمطعم والتسيير ويتخرج منها أئمة وخطباء سنويا).
كانت دوز في العهد الاستعماري مركز خليفة، في حين كان ينتصب بقبلي القايد. أما حاليا فإن دوز هي مركز معتمديتين، دوز الشمالية ودوز الجنوبية. كما أنها تضم بلدية. وبها عدة معاهد ثانوية ومدارس ابتدائية وإعدادية. وقد اشتهرت دوز بثورتها على المستعمر الفرنسي في أعقاب الحرب العالمية الأولى،  وكانت حادثة البرج 29/05/1944 عندما هجم الثوار على البرج أو الحامية العسكرية بدوز حيث كانت تحتجز نساءهم وأطفالهم. فكان لهم ما أرادوا فسيطروا  على الحامية. واستشهد في هذه المعركة: حامد بن عمر بن عبد الملك، ويحيى بن محمد بن يحيى، وعبد الله بن محمد بن عبد الله، ومحمد بن قدورة.

## المهرجان السنوي
تعرف أيضا بمهرجانها السنوي المعروف بمهرجان دوز أو المهرجان الدولي للصحراء بدوز. وتعود الجذور الأولى لهذا المهرجان إلى أواخر القرن التاسع عشر عندما كان مجرد تظاهرة للاحتفال بتربية الإبل ويسمى بعيد الجمل وتم تطويره في 1967 عند زيارة بورقيبة وسمي بمهرجان الصحراء إلى أن تمت تسميته بالمهرجان الدولي للصحراء.
وتعرف دوز بتشبثها بالتراث العربي الإسلامي وهي مدينة محافظة حيث أن سوقها الأسبوعي المعروف بكامل الجهة يوم الخميس .تعرف دوز بالشعر الشعبي حيث ينتسب لها عديد الشعراء من بينهم محمد الطويل وعلي الأسود وبلقاسم بن عبد اللطيف وغيرهم ممن طوع اللهجة المرزوقية التي تمزج بين العربية الفصحى والتونسية، ومن شعراء الفصيح الشاعر  جمال الصليعي.

## طبيعتها واقتصادها
```
أما من الناحية الاقتصادية فتعيش مدينة دوز من الفلاحة الواحية وتربية الأغنام غير أن العشريات الأخيرة شهدت تطور السياحة الصحراوية بهذه المدينة فتطورت البينية التحتية وتنوع المنتوج السياحي ليشمل رحلات ومخيمات بالصحراء يقصدها السائح خاصة في فصل الشتاء.
```

## معرض صور

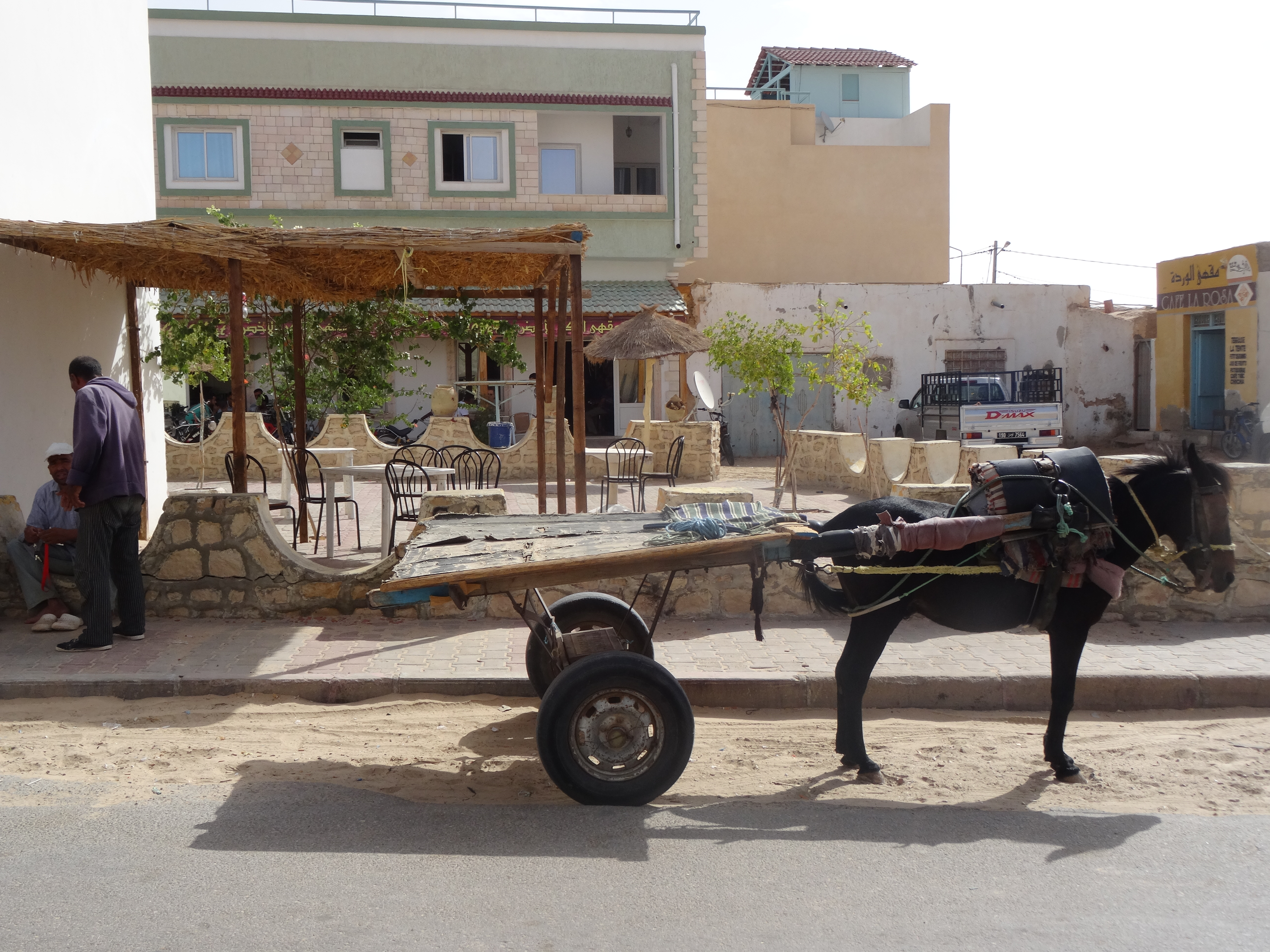
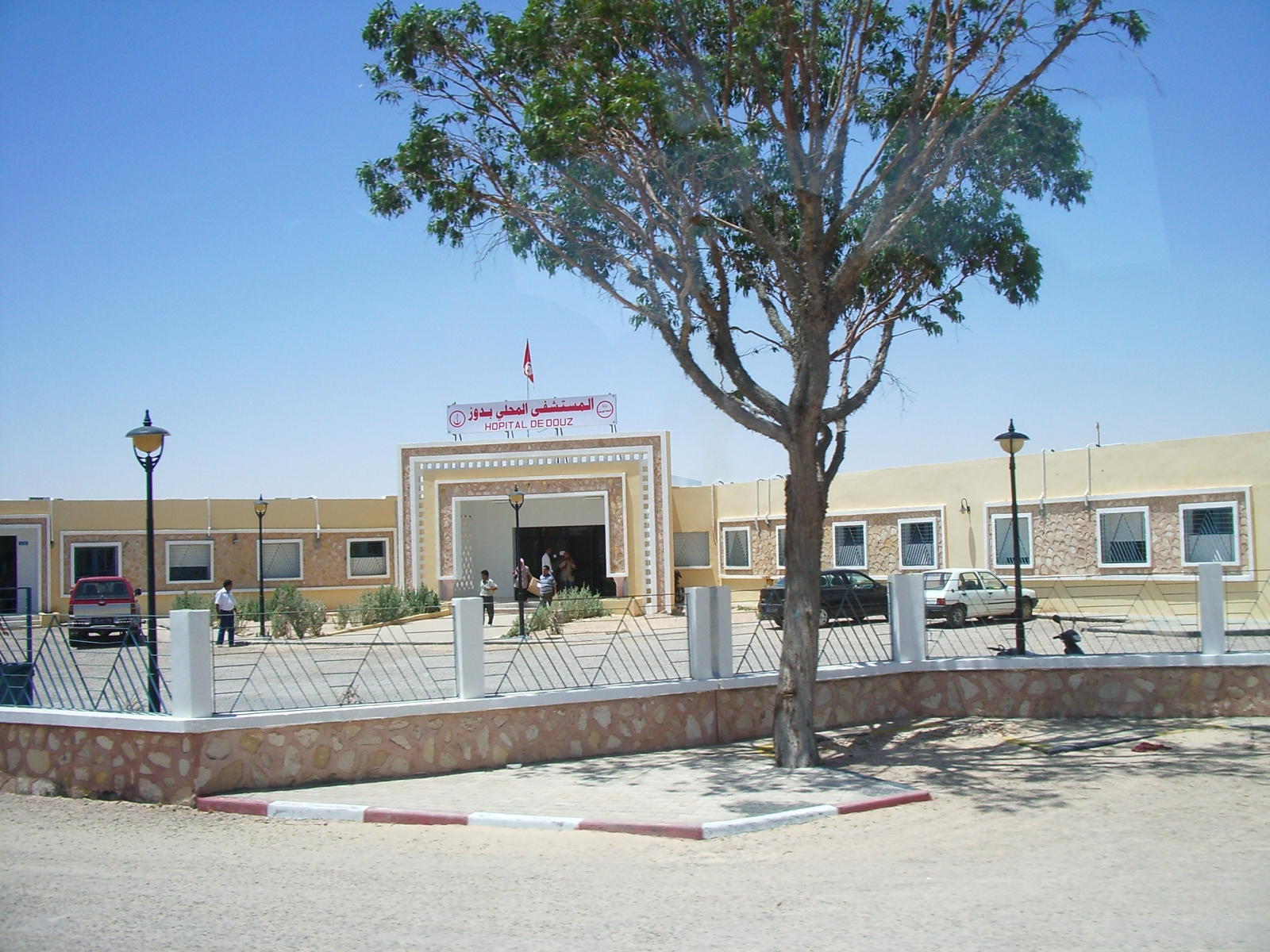
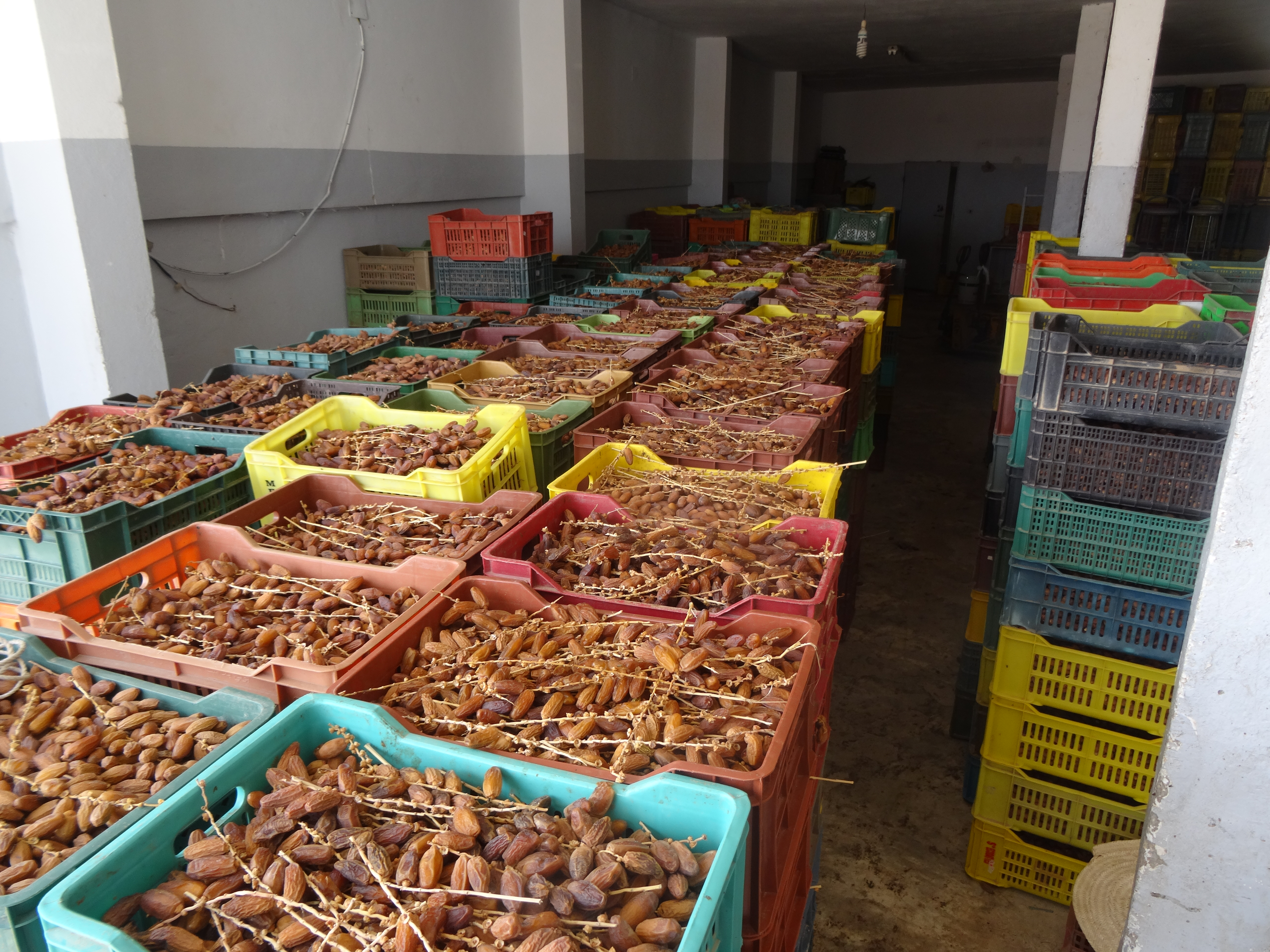